# Gozelo II Próżniak
Gozelo II zwany Próżniak (fr. Gothelon II; ur. 1000/1020, zapewne w 1008, zm. przed 22 maja 1046) – książę Dolnej Lotaryngii z dynastii z Verdun (ardeńskiej) od 1044 do śmierci. Syn Gozelo I Wielkiego, księcia Górnej i Dolnej Lotaryngii (to pochodzenie podaje się w wątpliwość). Jego bratem był papież Stefan IX.
Gdy jego ojciec zmarł w 1044 roku, cesarz Henryk III Salicki nie chciał, aby w czyimkolwiek ręku skumulowała się władza, jaką miał Gozelo I. Dlatego też Gozelo II nadał Dolną Lotaryngię, Górna zaś przypadła jego starszemu bratu Gotfrydowi II (III) Brodatemu. Władca chciał ją w pewnym momencie nadać upośledzonemu bratu lub kuzynowi książąt, nieznanemu z imienia. W odpowiedzi na to Gotfryd zbuntował się przeciw cesarzowi i najechał na Verdun w domenie Gozelo. Henryk III uwięził Gotfryda i formalnie pozbawił go księstwa w 1047 roku, a władzę nadał Adalbertowi. Po śmierci Gozelo II cesarz nadał Dolną Lotaryngię Fryderykowi z dynastii luksemburskiej.